# Buffalo (Dakota del Sur)
Buffalo es un pueblo ubicado en el condado de Harding en el estado estadounidense de Dakota del Sur. En el Censo de 2010 tenía una población de 330 habitantes y una densidad poblacional de 230,4 personas por km².

## Geografía
Buffalo se encuentra ubicado en las coordenadas 45°35′11″N 103°32′36″O / 45.58639, -103.54333. Según la Oficina del Censo de los Estados Unidos, Buffalo tiene una superficie total de 1.43 km², de la cual 1.43 km² corresponden a tierra firme y (0%) 0 km² es agua.

## Demografía
Según el censo de 2010, había 330 personas residiendo en Buffalo. La densidad de población era de 230,4 hab./km². De los 330 habitantes, Buffalo estaba compuesto por el 97.27% blancos, el 0% eran afroamericanos, el 0.91% eran amerindios, el 0% eran asiáticos, el 0% eran isleños del Pacífico, el 0.3% eran de otras razas y el 1.52% pertenecían a dos o más razas. Del total de la población el 1.52% eran hispanos o latinos de cualquier raza.